# Autonoé (Néréide)
Pour les articles homonymes, voir Autonoé.
Dans la mythologie grecque, Autonoé  (en grec ancien Αὐτονόη / Autonóê) est une Néréide, fille de Nérée et de Doris, citée par Apollodore et Hésiode dans leurs listes de Néréides. 

## Étymologie
Étymologiquement, Autonoé est la déesse "avec son propre esprit".

## Famille
Ses parents sont le dieu marin primitif Nérée, surnommé le vieillard de la mer, et l'océanide Doris. Elle est l'une de leur multiples filles, les Néréides, généralement au nombre de cinquante, et a un frère unique, Néritès. Pontos (le Flot) et Gaïa (la Terre) sont ses grands-parents paternels, Océan et Téthys ses grands-parents maternels.

## Évocation moderne

### Zoologie
Le genre de Crustacés des Autonoe tient son nom de la Néréide.